# Задвержице-Ракова
Задвержице-Ракова (чеш. Zádveřice-Raková) је насељено мјесто са административним статусом сеоске општине (чеш. obec) у округу Злин, у Злинском крају, Чешка Република.

## Становништво
Према подацима о броју становника из 2014. године насеље је имало 1.450 становника.